# Мельба золотокрила
Ме́льба золотокрила (Pytilia afra) — вид горобцеподібних птахів родини астрильдових (Estrildidae). Мешкає в Східній, Центральній і Південній Африці.

## Опис
Довжина птаха становить 11-12 см, вага 14-15 г. Крила короткі, округлі, хвіст короткий, квадратної форми, дзьоб конічної форми, загострений. У самців лоб, обличчя, скроні і підборіддя червоні, тім'я і потилиця сірі. Спина і крила оливково-жовті, надхвістя і хвіст червоні, першорядні покривні пера крил оранжеві. Горло і верхня частина грудей блідо-сірі, решта нижньої частини тіла жовтувато-оливково-коричнева, поцяткована вузькими білими смужками, нижня частина живота і гузка білувато-сірі. У самиць голова повністю сіра, спина і крила більш тьмяні, ніж у самців, а смуги на нижній частині тіла більш широкі. Очі червонувато-карі, дзьоб роговий, пальці тілесного кольору.

## Поширення і екологія
Золотокрилі мельби мешкають в центральній і південній Ефіопії, на півдні Південного Судану, в Кенії, Танзанії (зокрема, на острові Унгуджа), Уганді, Руанді, Бурунді, на півдні Демократичної Республіки Конго і Республіці Конго, в Анголі, Замбії, Зімбабве, Малаві, Мозамбіку, на крайньому сході Намібії, в Ботсвані і на північному сході Південно-Африканської Республіки. Вони живуть на порослих чагарниками луках, в рідколіссях, лісистих саванах міомбо та на узліссях галерейних лісів, на висоті до 1800 м над рівнем моря. Уникають вологих тропічних лісів і відкритих саван, на півночі ареалу поширені більш локально. Зустрічаються поодинці, парами, або невеликими сімейними зграйками до 6 птахів, іноді приєднуються до змішаних зграй птахів разом зі строкатими мельбами і савановими астрильдами-метеликами. 
Золотокрилі мельби більшу частину дня проводять в чагарниках і високій траві. Вони живляться дрібним насінням трав, комахами та іншими безхребетними. Сезон розмноження у них припадає на другу половину сезону дощів, в басейні Конго він триває у квітні-травні, в Замбії і Зімбабве з січня по травень, в Малаві з березня по червень, в Танзанії з квітня по червень. Гніздо кулеподібне, робиться парою птахів з переплетених стебел трави і рослинних волокон, встелюються пір'ям, розміщується в густій рослинності. В кладці 3-4 білуватих яйця. Інкубаційний період триває приблизно 12-13 днів. Насиджують і доглядають за пташенятами самиці, і самці. Пташенята покидають гніздо через 21 день після вилуплення, однак стають повністю самостійними ще через 2 тижні. Золотокрилі мельби іноді стають жертвами гніздового паразитизму райських і широкохвостих вдовичок.